# Фудзівара но Ацутада
Фудзівара но Ацутада (*藤原 敦忠, 906 — 18 квітня 943) — середньовічний японський поет періоду Хейан. Один з «36 видатних поетів Японії» (Тридцять шість безсмертних поетів).

## Життєпис
Походив з аристократичного роду Північних Фудзівара, гілки клану Фудзівара. Син Фудзівара но Токіхіра, Лівого міністра, та доньки Арівара но Мунеяви. Народився 906 року. Вже у 909 році втратив батька. Виховувався матір'ю під опікою стрийка Фудзівара но Тадахіра.
Вплив Північних Фудзівара при імператорському дворі сприяв швидкій кар'єрі Фудзівара но Ацутада. 921 року надано нижчий ступінь молодшого п'ятого рангу. Відбулася церемонія сьоден (введення до храму). 923 року став членом Палати прислуги. 928 року отримав вищий ступінь молодшого п'ятого рангу й призначається на посаду молодшого офіцера Лівої середньої палацової гвардії (са-хйоефу), помічником старшого командира Лівої внутрішньої палацової гвардії.
931 року молодшим командиром Правої Зовнішньої палацової гвардії. У 922—923 роках служив заступником губернаторів провінцій Іой та Омі. 934 року досяг нижчого ступеня молодшого четвертого рангу й стає головним камергером (куродо-но-то). 935 року підвищено до заступника голови Лівої внутрішньої палацової гвардії (са-коно'ефу).
936 року досяг посуди губернатора (камі) провінції Харіма. 939 року отримав вищу ступінь молодшого четвертого рангу та стає тимчасовим асоційованим державним радником, увійшовши до дайдзьокану (Вищої державної ради). Тоді ж йде з посаду в палацовій гвардії.
942 року призначено камі провінції Омі, згодом отримує посаду постійного санґі. Через 3 місяці надано посаду середнього державного радника (тюнагон — звідси виникло його прізвисько Біва-тюнагон). Також Фудзівара но Ацутада отримав молодший третій ранг.
Помер 943 року. Сучасники Фудзівара но Ацутада вважали, що він помер через те, що його здоров'ю завдав непоправної шкоди дух поета, вченого і державного діяча Сугавара но Мітідзане, несправедливо звинуваченого в державній зраді і померлого у вигнанні завдяки батькові й стрийку Ацутади.

## Творчість
Його вірші включено в різні імператорські поетичні антології, зокрема «Ґосен вака-сю» і «Хякунін іс-сю» (№ 43). Збереглася також власна збірка його віршів.